# Slag bij Balch
De Slag bij Balch vond plaats in 900 tussen de legers van het Samanidische Rijk onder bevel van emir Isma'il ibn Ahmad en de Saffaridische troepen onder leiding van emir Amr ibn al-Layth. Het leger van de Saffariden werd verslagen door de Samanidische troepen, en Amr ibn al-Layth werd gevangengenomen.
De Samanidische heerser, Isma'il ibn Ahmad, werd in ketenen naar Bagdad gestuurd, waar hij in 902 werd geëxecuteerd, na de dood van al-Mu'tadid
Na de slag verloren de Saffariden Khorasan en bleven ze achter met de controle over Fars, Kerman en Sistan, die ze ook verloren na een burgeroorlog in 912.